# 1995 Hajek
1995 Hajek eller 1971 UP1 är en asteroid i huvudbältet, som upptäcktes 26 oktober 1971 av den tjeckiske astronomen Luboš Kohoutek vid Bergedorf-observatoriet. Asteroiden har fått sitt namn efter den tjeckiske läkaren och astronomen Tadeáš Hájek z Hájku.
Asteroiden har en diameter på ungefär 15 kilometer och har in omloppsbana i de inre delarna av asteroidbältet.